# Restes de l'église Notre-Dame de Botmel
Pour les articles homonymes, voir Église Notre-Dame.
Les restes de l'église Notre-Dame de Botmel sont situés sur la commune de Callac en France.

## Localisation
Les restes de l'église sont situés sur la commune de Callac dans le département des Côtes-d'Armor, dans la région Bretagne.

## Description
Elle était l'église paroissiale de la commune jusqu'au XIXe siècle. Il ne subsiste que trois arcades de la nef, ainsi que la tour et le clocher. La nef possédait jadis des bas-côtés de 9 travées. Des deux cloches qui se trouvaient autrefois dans la tour, il n’en reste plus qu’une elle se trouve dans le clocher de l'église Saint Laurent. Elle fut baptisée en 1467.

## Historique
Reconstruite en partie au XVIIe siècle et au XVIIIe siècle, l'abside de Botmel (œuvre de Le Gac) date de 1628, la tour (œuvre de Louis Le Goaziou) date de 1633-1634, les chapelles nord datent de 1644 et le transept (œuvre de Pierre Claude Duchemin) date de 1734.
Les restes de l'église sont inscrits au titre des monuments historiques par arrêté du 22 janvier 1927.

## Galerie

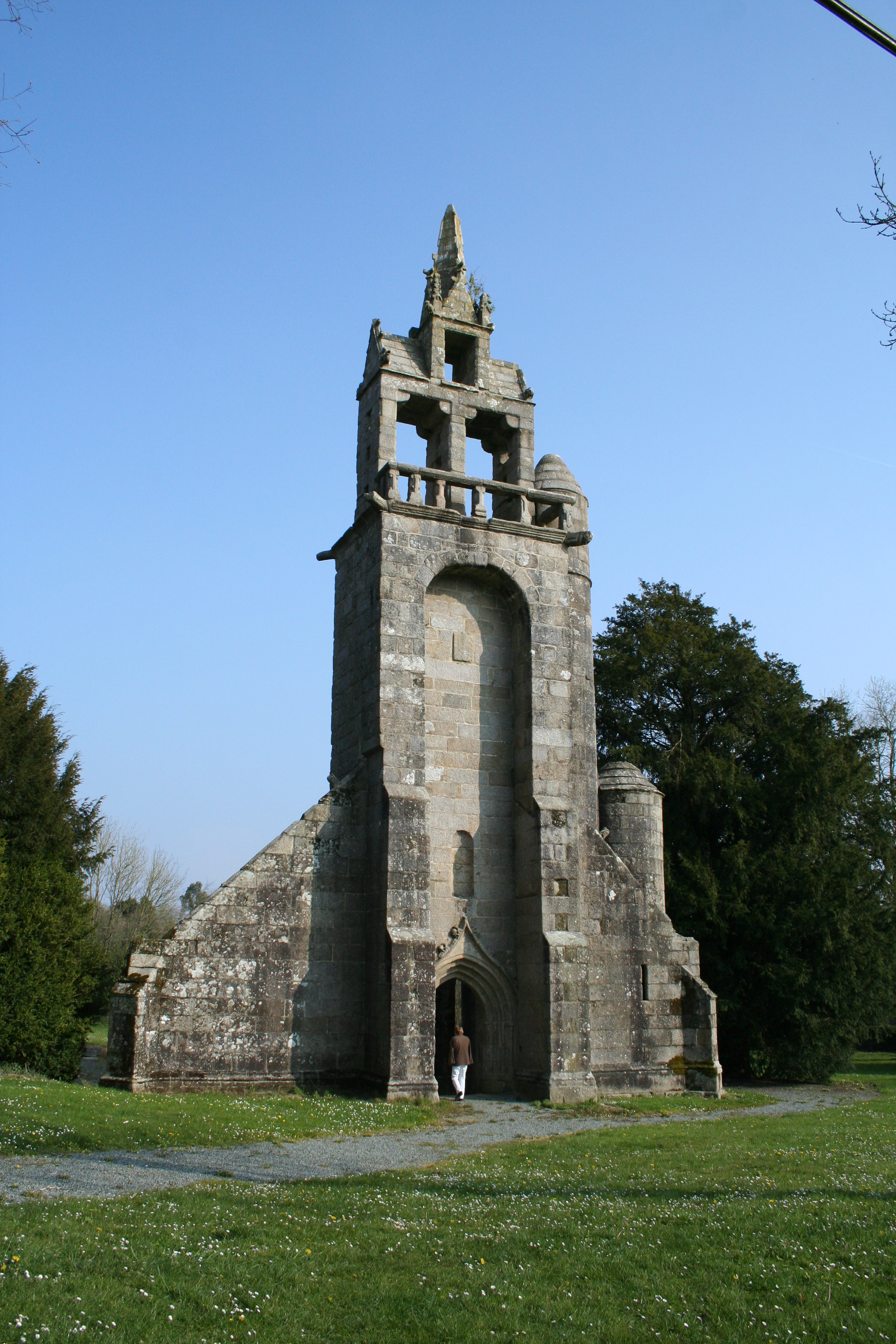
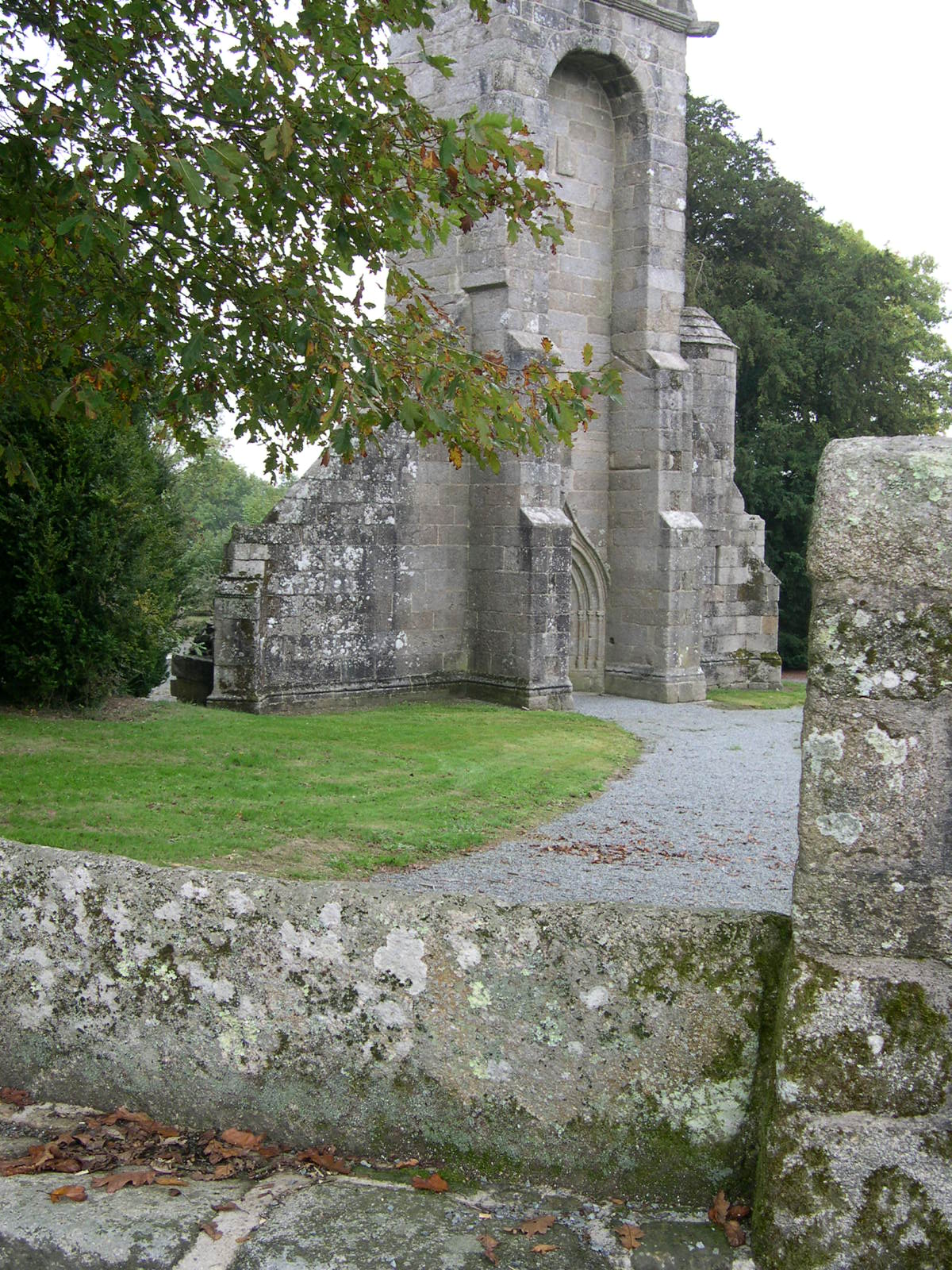
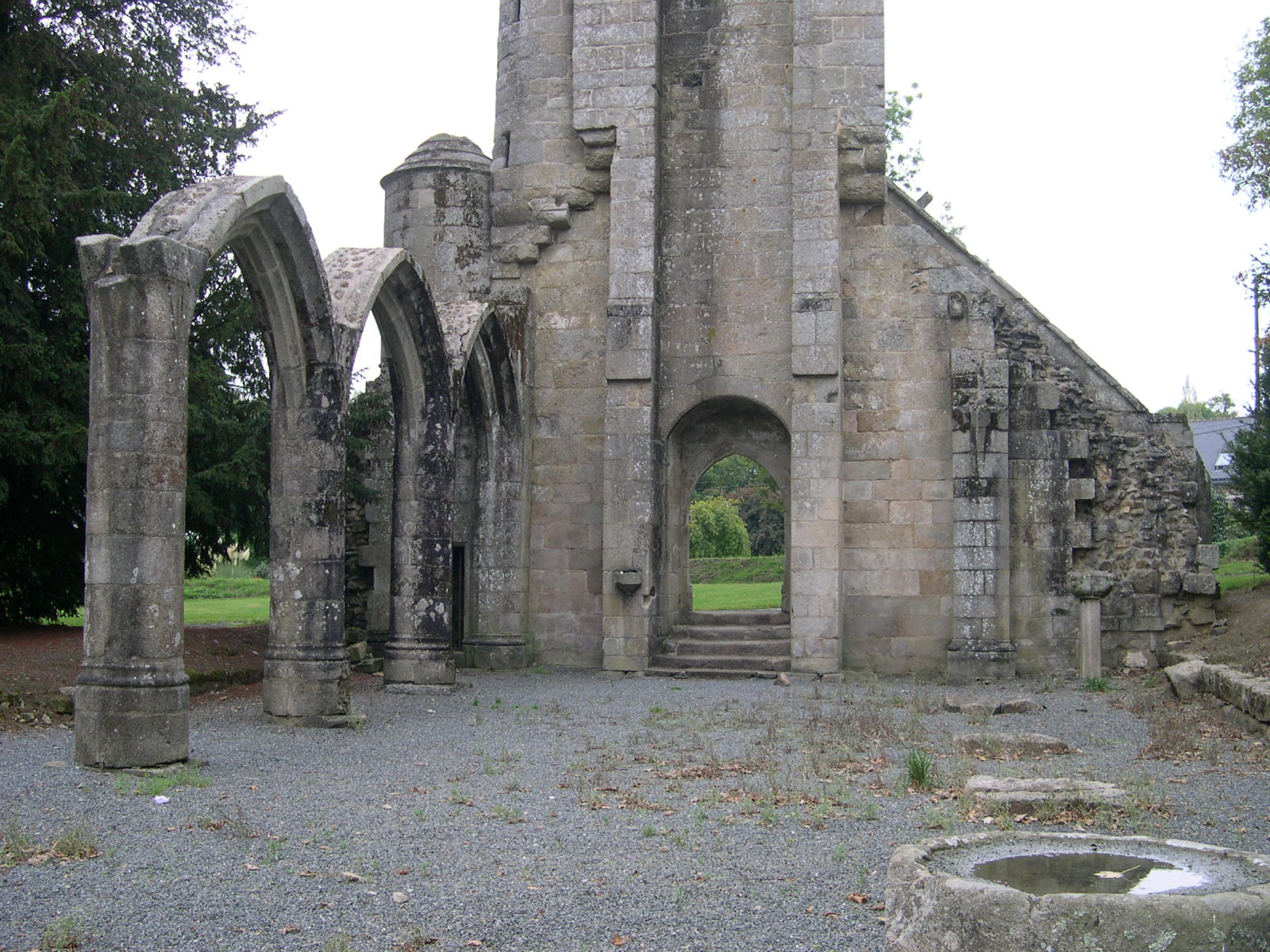
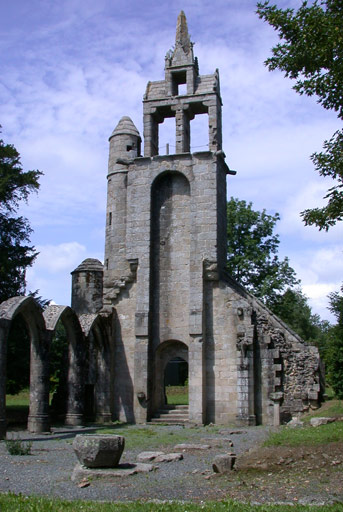
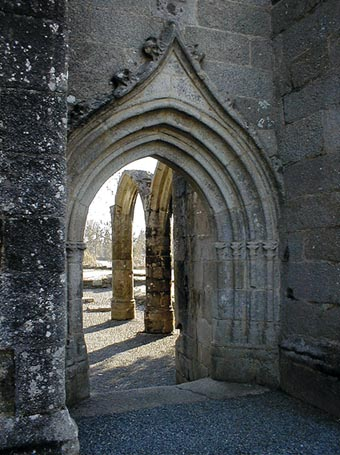
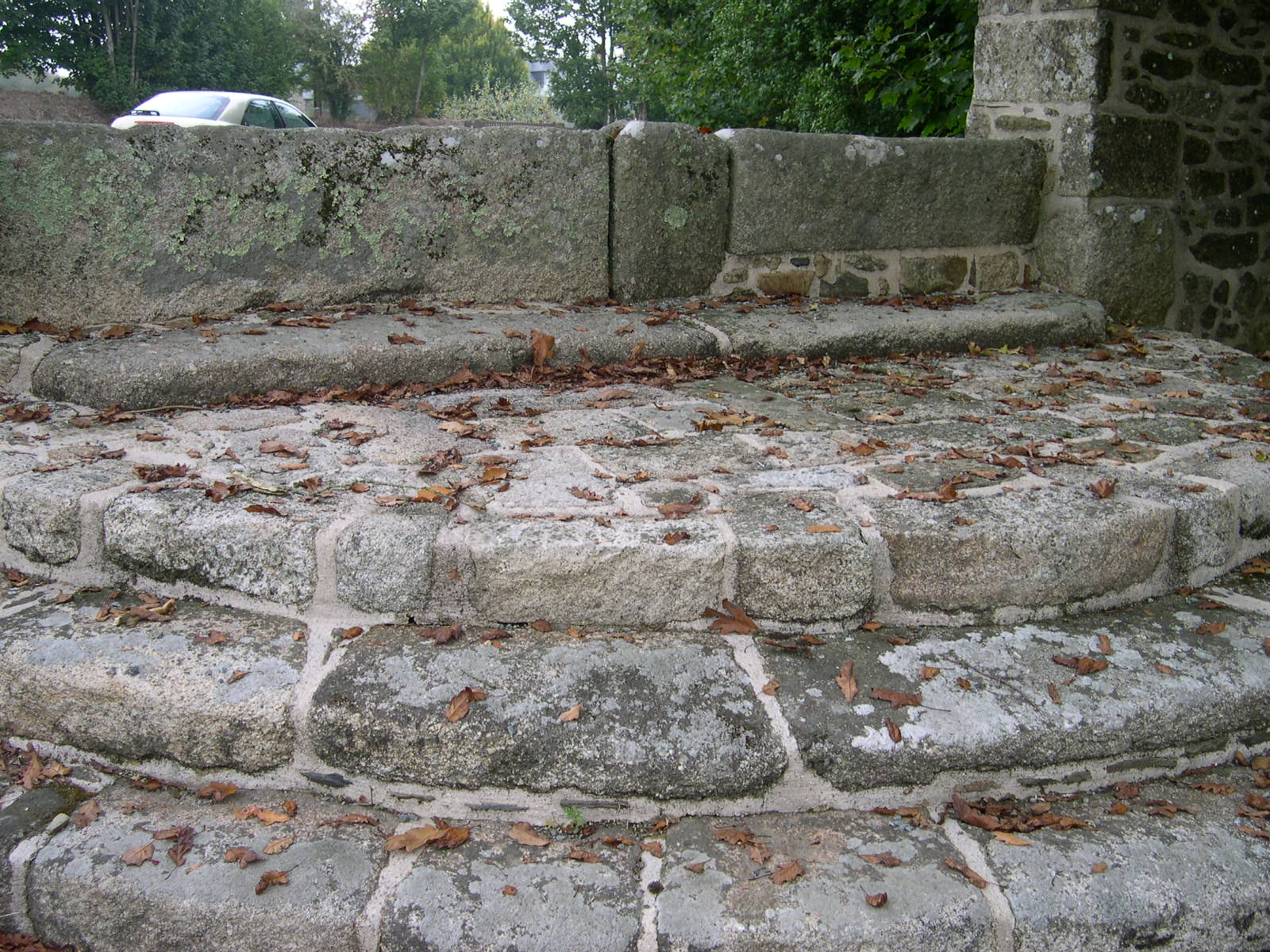